# Actinostola crassicornis
Actinostola crassicornis is een zeeanemonensoort uit de familie Actinostolidae.
Actinostola crassicornis is voor het eerst wetenschappelijk beschreven door Hertwig in 1882.